# Altopiani della Siberia Orientale
Gli Altopiani della Siberia Orientale (in russo Восточно-Сибирское нагорье?, Vostočno-sibirskoe nagor'e) sono una delle sette regioni geomorfologiche siberiane in Russia. Si trovano nell'Estremo Oriente e nella Siberia Orientale settentrionale.

## Descrizione
Sono composti principalmente da diverse catene montuose separate che si estendono per circa 3000 km dalla valle del fiume Lena nella pianura centrale di Jakutsk fino a Capo Dežnëv. A nord, gli altopiani terminano nella pianura della Siberia orientale, a sud-ovest digradano nelle montagne della Siberia meridionale. Riguardo alla tipologia delle rocce, la Siberia orientale vanta depositi di marmo, charnockite e ardesia cristallina.
Da ovest a est, gli altopiani includono le seguenti catene montuose:
- Monti di Verchojansk
- Altopiani della Jana e di Ojmjakon
  - Altopiano della Jana
  - Altopiano di Ojmjakon
  - Altopiano dell'Ėl'gi
- Altopiano dell'alta Kolyma
- Monti Čerskij
- Monti Džugdžur
- Monti della Moma
- Altopiano degli Jukagiri
- Monti della Kolyma
- Monti dell'Anjuj
- Monti dei Coriacchi
- Altopiano dell'Anadyr'
  - Monti Ilirnejskij
  - Monti Čuvanajskie
- Altopiano dei Ciukci
- Monti Pekul'nej

La regione è solcata (da ovest a est) dai fiumi:
- Jana
- Indigirka
- Kolyma
- Anadyr'
- Omolon